# San Bartolomé de Tirajana (plaats)
San Bartolomé de Tirajana is een plaats op het eiland Gran Canaria in de Spaanse provincie Las Palmas in de regio Canarische Eilanden. De plaats is gelegen in het binnenland op ongeveer vijfentwintig kilometer van de zuidkust. Het bergdorp ligt op ongeveer zeshonderd meter hoogte en is de hoofdstad van de gelijknamige gemeente San Bartolomé de Tirajana. 
Naburige dorpen zijn Fataga en Santa Lucía de Tirajana. Het naamdeel 'Tirajana' verwijst naar een stam van de oorspronkelijke inwoners (de Guanchen). 
Een van de bezienswaardigheden van deze plaats is de kerk die gewijd is aan Sint-Bartholomeus.

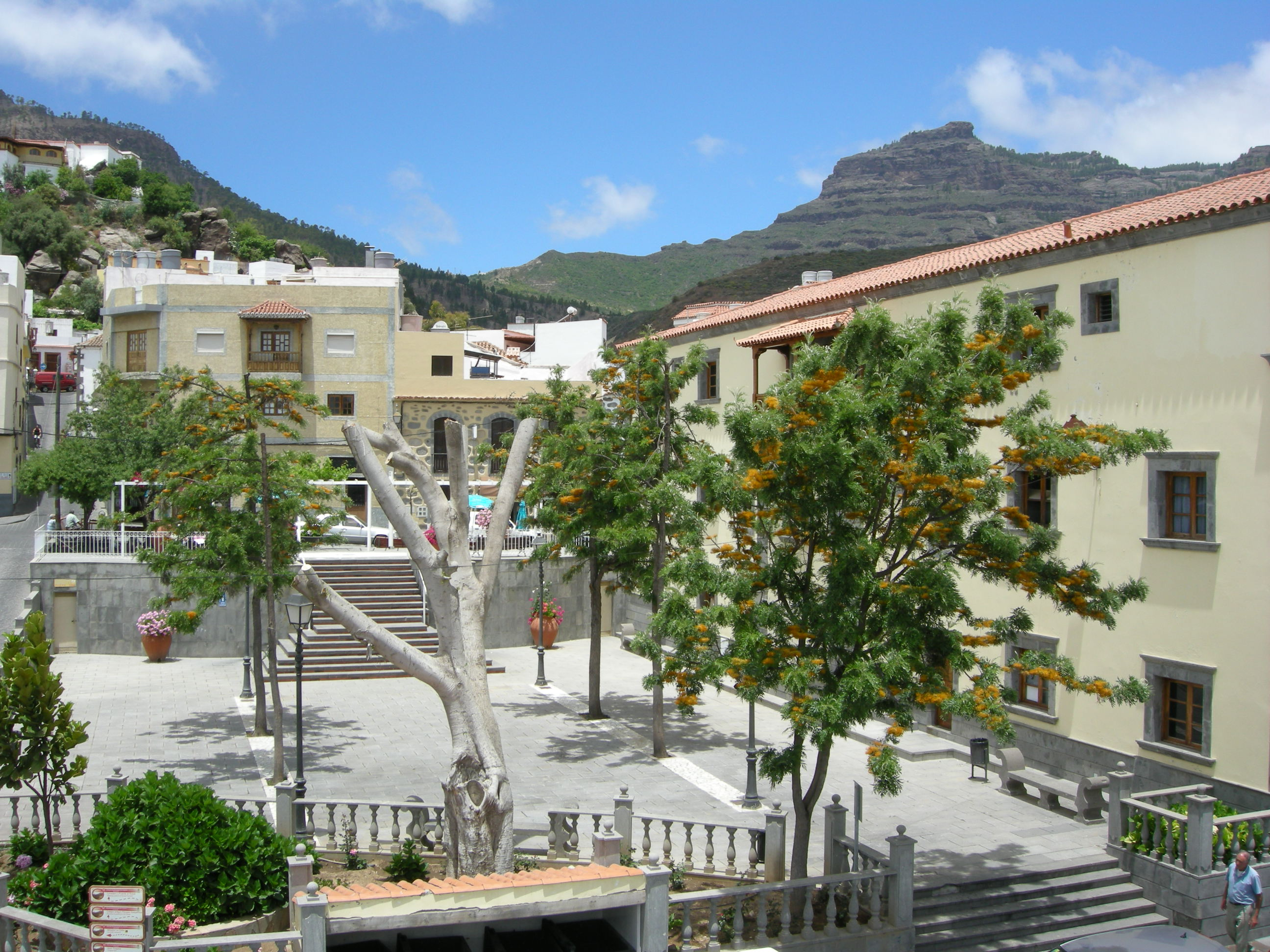
Plein
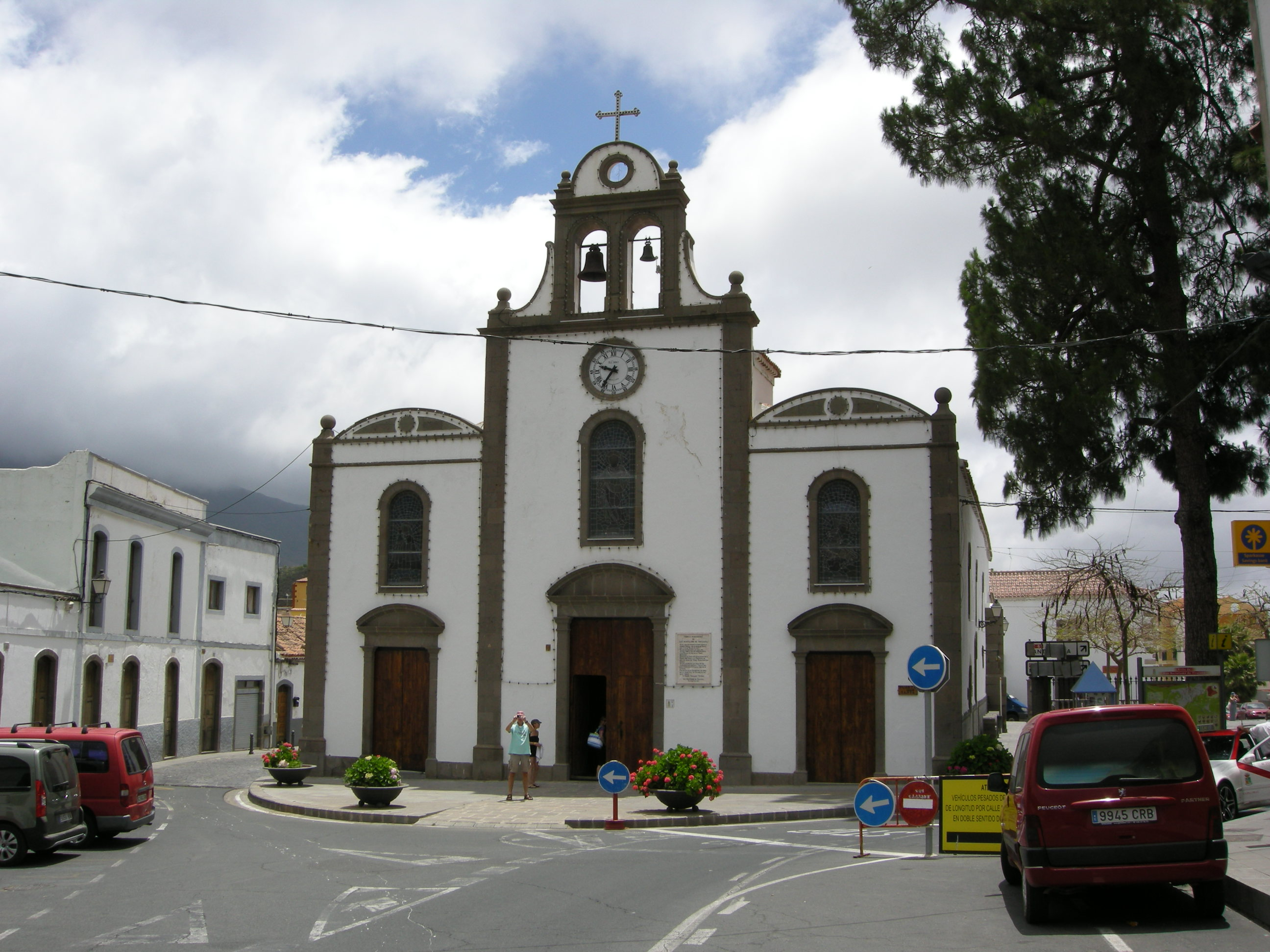
Sint-Bartholomeuskerk
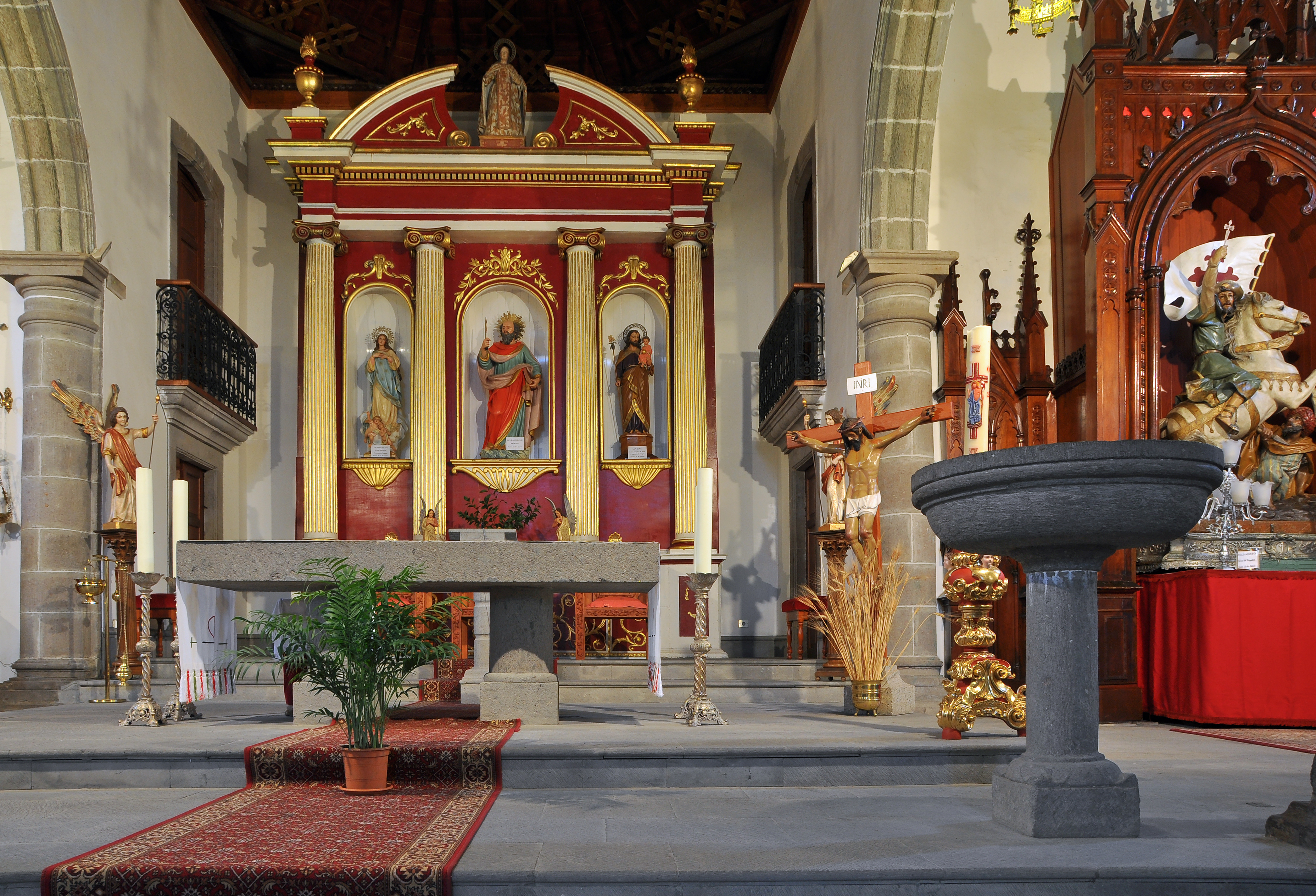
Interieur van de kerk
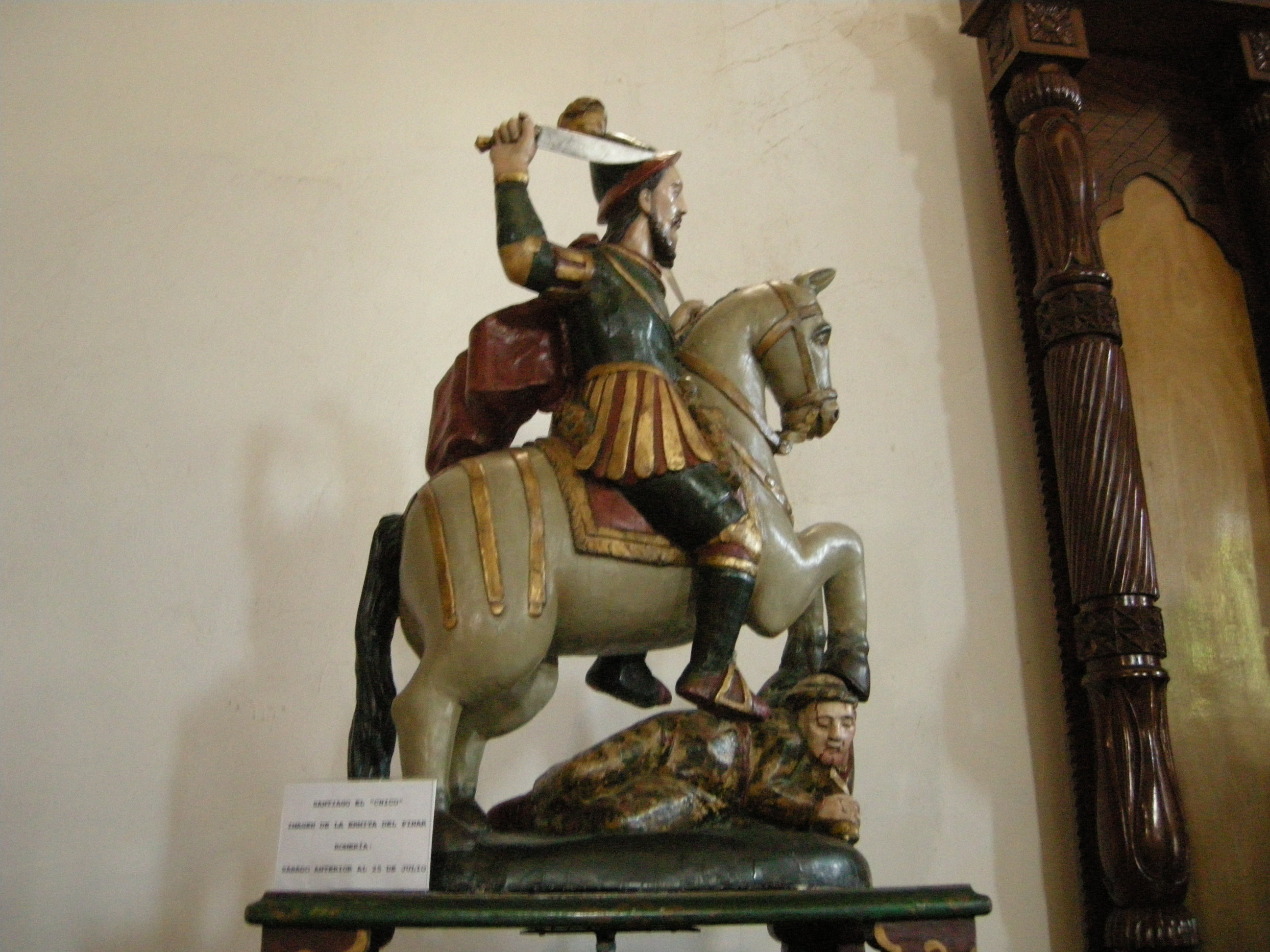
Beeld in de kerk